# Kyrkjebø
Kyrkjebø este o localitate din comuna Høyanger, provincia Sogn og Fjordane, Norvegia, cu o suprafață de 0,29 km² și o populație de 277 locuitori (2013).